# Heather Stefanson
Heather Stefanson, née le 11 mai 1970 à Winnipeg, est une femme politique manitobaine (canadienne).
Elle est première ministre du Manitoba du 2 novembre 2021 au 18 octobre 2023.
Elle est la députée de Tuxedo à l'Assemblée législative du Manitoba sous la bannière du Parti progressiste-conservateur du Manitoba de 2000 à 2024.

## Biographie
Née à Winnipeg au Manitoba le 11 mai 1970, Heather Stefanson détient un baccalauréat en science politique de l'Université Western.

### Carrière politique

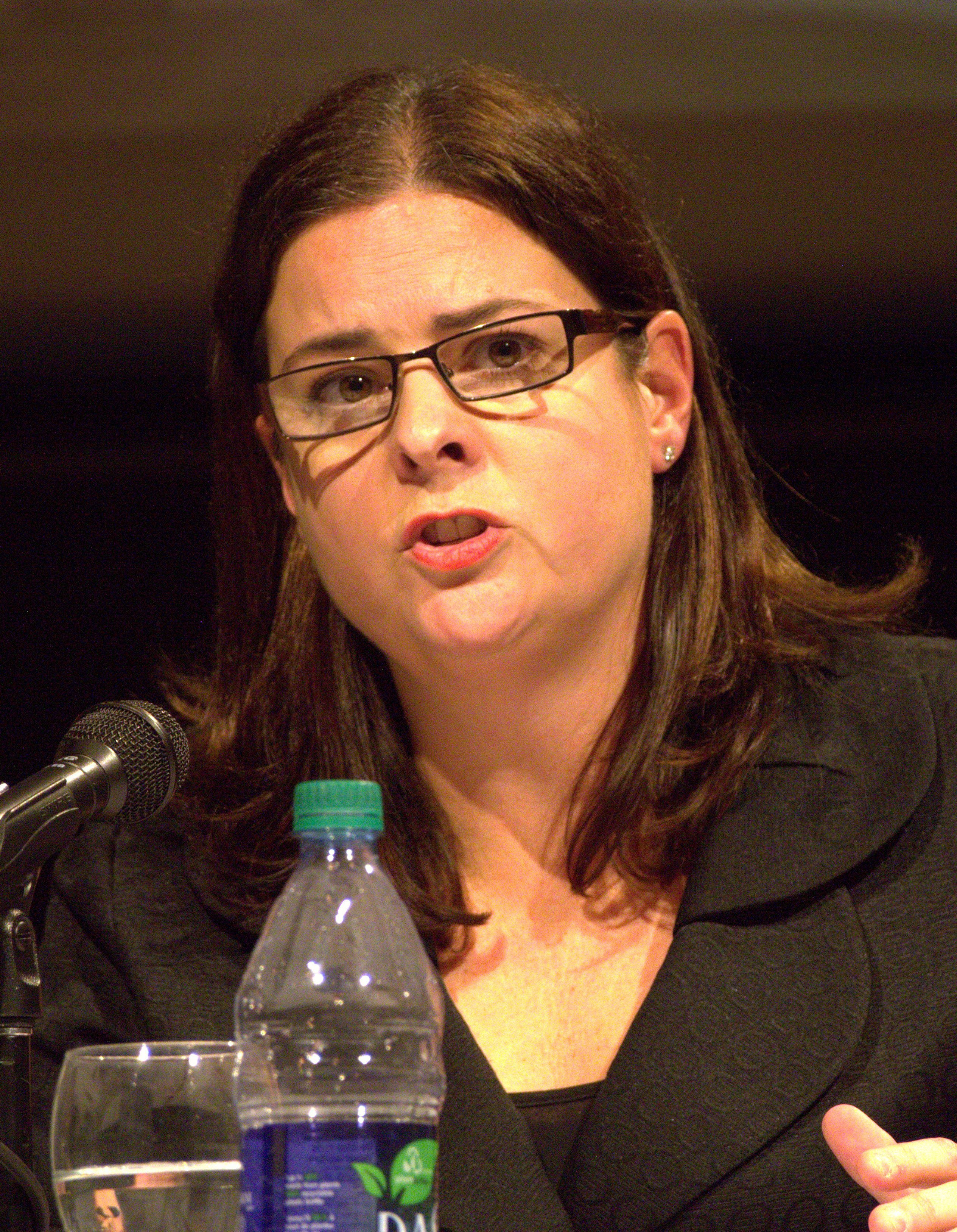
Heather Stefanson en 2016.

Le 21 novembre 2000, Heather Stefanson est élue députée progressiste-conservatrice de la circonscription winnipégoise de Tuxedo à l'Assemblée législative du Manitoba lors d'une élection partielle à la suite du départ du député et ex-premier ministre Gary Filmon. Elle est ensuite réélue sans interruption aux élections de 2003, 2007, 2011, 2016 et 2019.
En 2016, le nouveau premier ministre progressiste-conservateur, Brian Pallister, la nomme vice-première ministre et ministre de la Justice. En 2018, elle devient ministre des Familles, en conservant cependant son titre de vice-première ministre. En 2021, durant la pandémie de Covid-19, elle est nommée ministre de la Santé et la fonction de vice-premier ministre échoit à Kelvin Goertzen.

#### Première ministre du Manitoba
Le 30 octobre 2021, elle remporte la course à la direction du Parti progressiste-conservateur du Manitoba devançant son adversaire, l'ex-députée et ministre fédérale canadienne Shelly Glover par 363 voix. Elle est assermentée le 2 novembre 2021 et devient conséquemment la première femme occupant la fonction de premier ministre du Manitoba.
Le 5 septembre 2023, Stefanson déclenche la campagne électorale menant à des élections générales le 3 octobre suivant. Lors de ces élections, elle est réélue mais son parti est défait et devient l'opposition officielle à l'Assemblée législative. Elle annonce, le soir même. qu'elle quittera son poste de cheffe du parti dès qu'une course à la direction sera organisée pour la remplacer. Le 15 janvier 2024, elle démissionne de son poste de cheffe du parti et de cheffe de l'opposition officielle et, le 6 mai suivant, de celui de députée de Tuxedo.